# Харламов, Николай Иванович
Никола́й Ива́нович Харла́мов (1924—1982) — командир 3-й роты 108-го гвардейского парашютно-десантного полка 7-й гвардейской воздушно-десантной дивизии, гвардии капитан, Герой Советского Союза.

## Биография
Родился 17 мая 1924 года в селе Просечье в крестьянской семье. Вступил в члены КПСС в 1947 году. До 1942 года работал в колхозе в селе Александро-Невское Новодеревенского района Рязанской области.
В Красной армии с 1942 года. Участник Великой Отечественной войны. Начинал службу курсантом 19-го учебного полка автоматчиков отдельной учебной бригады. В 1943 году назначен командиром отделения 30-го стрелкового полка 10-й воздушно-десантной дивизии. В 1944 году рядовой 147-го запасного стрелкового полка на 2-м Украинском фронте, после поставлен на должность командира отделения в 223-м стрелковом полку, а затем в 147-м запасном стрелковом полку.
В 1944 году направлен на обучение в Ашхабадское пехотное училище. В 1946 году был переведён на обучение в Алма-Атинское воздушно-десантное училище, которое окончил в 1947 году. В 1962 году закончил Московскую военно-воздушную академию имени Жуковского.
В 1956 году командир 3-й роты 108-го гвардейского парашютно-десантного полка, 7-й гвардейской воздушно-десантной дивизии. Гвардии капитан Харламов осенью 1956 года принимал участие в венгерских событиях, официально именовавшихся как «подавление контрреволюционного мятежа».
В уличных боях в столице Венгерской Народной Республики — городе Будапеште, рота, возглавляемая Николаем Харламовым, успешно выполнила поставленную перед ней боевую задачу.
Из наградного листа Николая Харламова:

Первым ворвался в казармы противника и за собой повёл личный состав на врагов. В результате умелых действий он сумел сохранить личный состав роты и добиться больших успехов в освобождении целого ряда домов от бандитов.

Рота, которой он командует, пленила 56 повстанцев, разоружила 125 человек, захватила 85 карабинов, 45 автоматов и 42 пистолета. Показал себя умелым организатором боя в крупном городе.

Указом Президиума Верховного Совета СССР от 18 декабря 1956 года за мужество и отвагу, проявленные при выполнении воинского долга, гвардии капитану Николаю Ивановичу Харламову присвоено звание Героя Советского Союза с вручением ордена Ленина и медали «Золотая Звезда» (№ 10803).

## Прочие факты
Полковник Xарламов жил в городе Ленинграде, где служил в должности старшего преподавателя в Военной академии тыла и транспорта. Скончался 25 марта 1982 года. Похоронен на Серафимовском кладбище (3-й ясеневый участок) в Санкт-Петербурге.
Был женат, имел двух дочерей.
Награждён орденами Ленина, «За службу Родине в Вооружённых Силах СССР» 3-й степени, медалями.